# Річард Аведон
Рі́чард А́ведон (англ. Richard Avedon, *15 травня 1923, Нью-Йорк — †1 жовтня 2004, Сан-Антоніо) — американський фотограф.

## Біографія
Народився 15 травня 1923 року у Нью-Йорку, в сім'ї євреїв, емігрантів із Російської імперії, що покинули імперію ще в XIX столітті. Річард закінчив школу у Бронксі. Саме там у хлопцеві прокинулись неабиякі поетичні здібності. Відтак, хлопець брав участь у створенні шкільної газети. Після закінчення школи вступив до Колумбійського університету.
У 1942—1944 роках служив у морській піхоті. Саме під час служби у юнака прокинулися фотографічні здібності. Перші ж знімки зробив подарованою батьком камерою «Rolleiflex». Повернувшись додому 1945 року, юнак створив портфоліо, із яким ознайомився відомий на той час артдиректор журналу «Harper's Bazaar» Алексей Бродович (Alexey Brodovitch). Саме він прийняв хлопця на навчання у свою фотошколу. На той час розвитку творчої особистості Аведона сприяла ще й відома фотографка Лілліан Бассман (Lillian Bassman). 1946 року Річард створив власну фотостудію, що дала йому певну творчу незалежність. Відтоді молодий Аведон розпочав свою співпрацю зі славнозвісним журналом «Harper's Bazaar». 1950 року Річард завершив навчання у фотошколі Бродовича.
1966 року Аведон почав співпрацювати із «Vogue», штатним фотографом якого був аж до 1990 року. Однією із найвідоміших зйомок фотографа для цього журналу вважають серію фотографій колекції весна-літо 1980 року відомого італійського дизайнера Джавно Версачі.
Паралельно із фешн-зйомкою, Аведон захопився соціальною фотографією. У 1960-х він знімав пацієнтів військових шпиталів, акції протесту проти війни в В'єтнамі. Як результат такої праці друком виходить відомий фотоальбом художника «Аведон: Шістдесяті».
Саме у цей період Аведон створив свої чи не найвідоміші роботи — портрети учасників гурту «Бітлз». Відтоді безліч музичних гуртів на зйомках на той час уже відомого Аведона. Окрім них, це були музиканти Боб Ділан, Дженіс Джоплін, Еліс Купер, Френк Заппа, співачка Джоан Баез, митець Енді Воргол, легендарна модель Твіґґі, балерина Майя Плесецька, письменник Йосип Бродський та безліч інших діячів мистецтва, науки та політики.
1992 року Аведон став першим штатним фотографом журналу «The New Yorker».

### Смерть
2004 року під час зйомок у місті Сан-Антоніо (Техас) у Річарда Аведона трапився інсульт. На момент смерті фотограф залишив незакінчений проект — серію фотографій «Демократія», яка зображувала хід підготовки до виборів президента США 2004 року.

## Особисте життя
1944 року Річард Аведон одружився із Дорсі Новелл, моделлю, що вже невдовзі отримала псевдонім До Аведон. Проте їхній шлюб не був удалим і в 1949 році завершився розлученням.
Вдруге фотограф одружився 1951 року. Дружиною стала Евелін Франклін. У шлюбі народився один син — Джон. Згодом у Річарда Аведона народилось також четверо онуків.

## Стиль
У фешн-фотографії Річард Аведон зумів зробити своєрідне відкриття: його фотографії моделей та знаменитостей не були статичними та одноманітними, як зазвичай пропонує фешн-зйомка. Натомість його «мода» була емоційною та вибухливою — моделі рухались, сміялись, танцювали.
Аведон був напрочуд сильно зацікавлений способом передачі внутрішнього світу людини засобами фотографії. Це позначилось на його особистому стилі зйомки. Відтак, роботи майстра відрізняються мінімалізмом — увага прикута лише до моделі та її емоцій. Погляд людей, що у кадрі, завжди спрямований у камеру. Події фотографії розгортаються завжди на білому тлі.

## Фотоальбоми
- 1959 — Observations
- 1964 — Nothing Personal
- 1973 — Alice in Wonderland
- 1976 — Portraits
- 1978 — Portraits 1947—1977
- 1985 — In the American West
- 1993 — An Autobiography
- 1994 — Evidence
- 1999 — The Sixties
- 2001 — Made in France
- 2002 — Richard Avedon Portraits
- 2005 — Woman in the Mirror
- 2008 — Performance